# Huautepec
Huautepec è un comune del Messico, situato nello stato di Oaxaca.